# Saved!
Saved! is een film uit 2004 onder regie van Brian Dannelly.

## Verhaal
Mary is christelijk opgevoed, zit op een christelijke school en heeft een christelijk vriendje. Wanneer hij vertelt dat hij homoseksueel is, stort Mary's leven in. Ze denkt hem te kunnen helpen als ze met hem naar bed gaat. Dit helpt echter niet: hij wordt naar een centrum gestuurd om geholpen te worden met zijn geaardheid. Ondertussen is ze haar perfectionistische, commanderende vriendin Hilary Faye zat en wordt bevriend met haar aartsrivale Cassandra. Als ze zwanger blijkt te zijn, begint iedereen haar te zien als een rebel.

## Rolverdeling
| Acteur             | Personage    |
| ------------------ | ------------ |
| Jena Malone        | Mary         |
| Mandy Moore        | Hilary Faye  |
| Macaulay Culkin    | Roland       |
| Patrick Fugit      | Patrick      |
| Eva Amurri         | Cassandra    |
| Heather Matarazzo  | Mia          |
| Mary-Louise Parker | Lillian      |
| Chad Faust         | Dean         |
| Elizabeth Thai     | Veronica     |
| Martin Donovan     | Pastoor Skip |